# Solanine
La solanine est un glycoalcaloïde présent, comme la chaconine, dans de nombreux légumes de la famille des Solanacées. Elle appartient à la famille chimique des saponines.
C'est une substance au goût amer, généralement toxique, qui stimulerait l'appétit chez Leptinotarsa decemlineata (le doryphore).
Parmi les plantes comestibles les pommes de terre en contiennent de petites quantités concentrées principalement dans les fleurs, les germes et l'épiderme des tubercules ainsi que juste en dessous, ce qui peut provoquer des intoxications. Les tomates, aubergines et physalis en contiennent aussi un peu. La solanine est inoffensive à faible dose pour l'humain mais peut être toxique si l'on en consomme en excès.
Des solanacées sauvages et éventuellement adventices des cultures comme les morelles en contiennent davantage et peuvent se révéler très dangereuses tant pour l'humain que pour le bétail.
De mauvaises conditions de stockage de la pomme de terre, ainsi que des délais trop longs entre les opérations d'épluchage, de tranchage et de cuisson, sont très favorables à la synthèse de la solanine.

## Étymologie
Solanine (comme solanum) pourrait dériver du latin sol, « soleil », sans qu'on en connaisse la raison car les espèces ne sont pas connues pour être héliophiles. Une autre hypothèse est qu'il vienne du latin solare, « soulager », en référence aux propriétés émollientes et adoucissantes des racines.

## Intoxication par la solanine
Les signes d'intoxication à la solanine sont : maux de tête et vomissements, brûlure à la gorge suivis de douleurs abdominales et de diarrhée, avec fièvre et pression artérielle faible. Ces symptômes peuvent être suivis de signes d'atteinte neurologique plus graves : vertiges, tremblements, et, le cas échéant, hallucinations, agitations, etc. L'empoisonnement par la solanine peut donc s'avérer inquiétant mais n'entraîne que rarement la mort.
La teneur en glycoalcaloïdes peut augmenter dans les pommes de terre exposées à une lumière vive pendant de longues périodes, ou à la suite de meurtrissures produites au moment de la récolte ou au cours de la manipulation après récolte et de l'entreposage à des températures inférieures à 10 °C. Les glycoalcaloïdes sont des inhibiteurs de cholinestérase et causent des accidents hémorragiques dans le tractus gastro-intestinal et dans la rétine.

## Mesures de précaution
On considère que les pommes de terre sont comestibles lorsque leur teneur moyenne en glycoalcaloïdes n'excède pas 20 à 25 mg/100 g, ce qui est le cas de toutes les variétés commercialisées. Il est généralement admis que la cuisson, quelle que soit la technique retenue, à l'eau, à sec ou en friture, qu'il s'agisse de préparation domestique ou industrielle, ne modifie pas sensiblement la teneur en solanine. En effet, cette molécule n'est pas détruite durant la cuisson normale, car elle commence à se décomposer à une température de 243 °C et son point de fusion est de 285 °C.
Toutefois, le fait de peler les pommes de terre permet de réduire la dose de solanine ingérée, puisque cette dernière est surtout présente dans la peau du tubercule et dans les germes. Ainsi la teneur moyenne de la chair au centre du tubercule est comprise entre 1,2 et 5 mg/100 g, tandis que dans la peau (2 à 3 % de la masse du tubercule) elle varie de 30 à 60 mg/100 g,.
Plus récemment, en 1998, les méthodes de cuisson couramment utilisées pour les pommes de terre ont montré que la cuisson faisait varier la teneur en solanine. La cuisson par ébullition, par friture ou par micro-onde a un effet variable sur les glycoalcaloïdes.
Par exemple, faire bouillir les pommes de terre réduit la teneur en α-chaconine et α-solanine de 1,2% à 3,5 % tandis que la diminution via micro-onde est de 15%. La friture à 150 °C n’apporte pas de changement mesurable. Un changement significatif débute à 170 °C et à partir de 10 minutes à une température de 210 °C il est possible de noter une baisse de 40%.

## Dégradation de la solanine dans la nappe phréatique
Les glycoalcaloïdes alpha-chaconine et alpha-solanine sont dégradés en 21 à 42 jours environ par des micro-organismes. Les métabolites formées sont la beta(1)-solanine, gamma-solanine, et solanidine.